# Wemyss Bay
Wemyss Bay ist eine Ortschaft in der schottischen Council Area Inverclyde. Im Jahre 2011 wurden 2592 Einwohner in Wemyss Bay gezählt.

## Geographie
Die Ortschaft liegt an der Südwestgrenze von Inverclyde zu North Ayrshire. Sie liegt etwa 13 Kilometer südwestlich von Greenock und 50 Kilometer westlich von Glasgow am Südufer des Firth of Clyde gegenüber der Halbinsel Cowal. Der Bach Kelly Burn, welcher die Grenze zwischen Inverclyde und North Ayrshire bildet, tangiert die Stadt im Süden.

## Verkehr
Wemyss Bay ist an der A78 gelegen, die von der A8 in Greenock entlang der Küste bis nach Prestwick im Süden führt. Im Jahre 1865 wurde die Ortschaft mit einem eigenen Bahnhof an das Eisenbahnnetz angeschlossen. Dieser wurde zunächst von der Greenock and Wemyss Bay Railway der Caledonian Railway bedient und war der Endbahnhof der Linie. Heute bildet Wemyss Bay den Endbahnhof der Inverclyde Line.
Der in der höchsten Denkmalkategorie A gelistete Bahnhof Wemyss Bay ist direkt an einem Schiffsanleger gelegen. Dort legt die Fähre nach Rothesay auf der Insel Bute an, welche den wesentlichen Transportweg zu der Insel bildet. Mit dem Flughafen Glasgow liegt ein internationaler Flughafen in 30 Kilometer Entfernung.